# Alorské souostroví

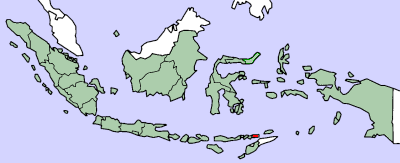
Alorské souostroví na mapě Indonésie

Alorské souostroví je souostroví ležící na východě souostroví Malé Sundy, náleží do státu Indonésie.
Největší a zároveň nejvýchodnější z ostrovů se jmenuje Alor a má rozlohu okolo 2 800 km². Ostatní ostrovy jsou menší a jmenují se Pantar, Kepa, Buaya, Pura, Tereweng a Ternate (v severovýchodní části Indonésie se nachází další ostrov se stejným názvem).
Alorské souostroví má vlastní regentství (kabupaten), které je tvořeno 17 subdistrikty (kecamatan), v nich se nachází 158 vesnic (desa).
K roku 2008 žilo na ostrovech 180 487 obyvatel.
Severně od souostroví se nachází Bandské moře. Západně leží Sundské ostrovy. Jihovýchodně položený ostrov Timor a ostrovy Wetar a Atauro od souostroví odděluje Úžina Ombai.